# Давид Кеил
Давид Кеил ЧКД (21. март 1887 – 27. фебруар 1963) је био јеврејски научник који се углавном фокусирао на ентомологију.

## Позадина и образовање
Рођен је у Москви 1887. године, а његова породица се вратила у Варшаву у његовој у младости. Није похађао школу до десете године због лошег здравља и астме. Само седам година касније, 1904. године, уписао се на Универзитет у Лијежу . Касније је студирао на колеџу Магдалена у Кембриџу и постао британски држављанин.

## Каријера
Кеилин је 1915. постао истраживачки асистент Џорџа Натала, првог брзог професора биологије на Универзитету у Кембриџу, и тамо је провео остатак своје каријере, наследивши Натала као брзи професор и директор Института Молтено 1931. Пензионисан је 1962. године.
Током своје каријере дао је велики допринос ентомологији и паразитологији . Објавио је тридесет девет радова између 1914. и 1923. о репродукцији вашки, животном циклусу коњске мухе, респираторним адаптацијама ларви мува и другим темама.
Најпознатији је по свом истраживању и поновном открићу цитохрома  1920-их (и дао му је име). Открио га је Ц.А. МакМун 1884. године, али је то откриће било заборављено или погрешно схваћено.

## Награде и почасти
Кеил је изабран за члана Краљевског друштва 1926. Освојио је краљевску медаљу 1939. године и Коплијеву медаљу 1951. године.

## Наслеђе
Кеилово меморијално предавање  Биохемијског друштва почело је 1964. у његову сећање, а примаоце и тему њиховог разговора бира комисија која одражава Кеилинова интересовања за биоенергетику, пренос електрона и митохондријалну биологију. Додељује се и медаља са његовим профилом, финансијска награда и прилика за истраживачко објављивање. 2020. године, добитник је била професорка Џуди Херст са Универзитета Кембриџ.